# Parque Nacional de Lusaca
O Parque Nacional de Lusaka está localizado a sudeste da cidade de Lusaka, na Zâmbia. É o mais recente parque nacional da Zâmbia, estabelecido em 2011 e inaugurado oficialmente em 2015. É também o menor parque nacional da Zâmbia, com 6.715 hectares. O parque foi implantado numa área que antes era reserva florestal e está totalmente vedada.